# Anomalochilus singularis
Anomalochilus singularis är en skalbaggsart som beskrevs av Blanchard 1850. Anomalochilus singularis ingår i släktet Anomalochilus och familjen Melolonthidae. Inga underarter finns listade i Catalogue of Life.